# Pholis nea
Pholis nea is een straalvinnige vissensoort uit de familie van botervissen (Pholidae). De wetenschappelijke naam van de soort is voor het eerst geldig gepubliceerd in 1984 door Peden & Hughes.